# VW EA831
Der EA 831 (EA = Entwicklungsauftrag) ist eine Motorenbaureihe des Volkswagen-Konzerns mit vier Zylindern in Reihe und Flüssigkeitskühlung. Der Motor wurde in den 1970er Jahren von Audi entwickelt, um den älteren Mitteldruckmotor zu ersetzen, und fand Einsatz in verschiedenen Fahrzeugen des VW-Konzerns, darunter der Audi 100, der VW LT und der AMC Gremlin.

## Geschichte

### Ursprünge
Der EA 831 hat seine Wurzeln in einem Daimler-Benz-Vielstoffmotor, der ursprünglich 1964 an Volkswagen/DKW verkauft wurde. Dieser Motor, ein 1,7-Liter-Motor (M 18), war als Vielstoffverwerter für einen Militärgeländewagen konzipiert. Ab 1965 wurde er in Ingolstadt weiterentwickelt, wobei Hubraumvarianten von 1,5 Liter (Audi 60) bis 1,9 Liter (Audi 100) bis 1969 entstanden.

### Entwicklung
Ende der 1960er Jahre entstand der EA 831 als Reaktion auf strengere Abgasnormen, insbesondere für den US-Markt ab 1973. Der Audi 100, initiiert von Entwicklungschef Ludwig Kraus und genehmigt von VW-Chef Heinrich Nordhoff, sollte die obere Mittelklasse mit einem effizienten Frontantriebsfahrzeug besetzen. Der Vorgängermotor, der Mitteldruckmotor, war aufgrund ineffizienter Brennräume, hohen Ölverbrauchs und schlechter Kraftstoffökonomie ungeeignet. 1973 begann die Überarbeitung mit einer glatten obenliegenden Nockenwelle (OHC) und größerer Bohrung. Der überarbeitete Motor, nun als EA 831 bezeichnet, ging im Februar 1975 in Serie und wurde zunächst ausschließlich im VW LT eingesetzt. Die Produktion startete in Salzgitter.

### Technische Merkmale
Der EA 831 verfügt über einen Querstromkopf mit OHC und Zahnriemenantrieb sowie optimierte Öl- und Wasserpumpen. Die Hauptlagergasse wurde von 60 mm auf 65 mm verstärkt, um den Motorblock robuster zu machen. Diese Anpassungen ermöglichten eine vielseitige Nutzung, etwa für Längsmotorplattformen und potenzielle Dieselumrüstungen. Der Motor wurde von BMW-Motoren inspiriert, um mit BMWs Mittelklassefahrzeugen zu konkurrieren, und für den LKW-Einsatz steifer sowie mit einem massiveren Kurbeltrieb ausgestattet.

## Konkurrenz im VW-Konzern

### Weiterentwicklung und Auslauf
Ende der 1960er Jahre konkurrierten Ludwig Kraus (Audi) und Ferdinand Piëch (Porsche) um die beste Motorlösung für die Mittelklasse. Die VW-Spitze entschied sich für einen parallelen Entwicklungsansatz. Während Piëchs modularer 5- und 6-Zylinder-Motor (EA 828/929) als technisch riskant galt, setzte Kraus auf den EA 831 als kostengünstige Weiterentwicklung. Kinderkrankheiten wie Ölverlust und Vibrationen erforderten Nachbesserungen, die den Mitteldruckmotor aus der Fertigung verdrängten.
Die Weiterentwicklung des EA 831 blieb begrenzt. Nachdem Piëch 1972 zu Audi wechselte und Kraus’ Posten übernahm, priorisierte er den EA 827 (z. B. Golf GTI) und den Fünfzylindermotor EA 828. Der EA 831 erhielt eine „Gnadenfrist“ bis Mitte der 1980er Jahre, wurde aber nicht weiterentwickelt. Porsche experimentierte mit dem EA 831 im Porsche 924, einschließlich 16V-Versionen (ca. 170 PS) und 2,2-Liter-Turbos (200 PS), übernahm die Fertigung jedoch nicht. Stattdessen entschied sich Porsche für den halbierten 928-Motor, um unabhängig von Audi zu bleiben.

### Bedeutung
Der EA 831 war eine Übergangslösung, die Audi in den 1970er Jahren half, die Mittelklasse zu modernisieren und Abgasnormen zu erfüllen. Er prägte Modelle wie den Audi 100 und den VW LT, konnte jedoch mit Piëchs innovativeren Konzepten nicht mithalten. Sein Einsatz im AMC Gremlin unterstreicht die internationale Relevanz des Motors.

## Einsatzorte
Der EA 831 fand in folgenden Fahrzeugen Verwendung:
- Porsche 924: 125 PS (XJ/XK)
- Audi 100 C2: 105 PS (WF), 115 PS (WA)
- VW LT 28: 75 PS (CH/CL)
- AMC Gremlin: 105 PS (95 PS in Kalifornien)

Zusätzlich kooperierte Audi mit Matador/Rheinstahl und später Daimler-Benz, um den EA 831 in leichten Nutzfahrzeugen (2,8–3,5 Tonnen) einzusetzen. Daimler sah darin eine kostengünstige Alternative zu eigenen Benzinmotoren.